# Medida (matemáticas)
En matemáticas, el concepto de medida es la generalización y formalización de las medidas geométricas y otras nociones como la probabilidad de los sucesos aleatorios. La medida es un concepto fundamental en teoría de la medida y teoría de la probabilidad.

## Definición
| Medida Sea {\displaystyle (\Omega ,{\mathcal {A}})} un espacio medible. Una medida sobre {\displaystyle (\Omega ,{\mathcal {A}})} es una aplicación {\displaystyle \mu :{\mathcal {A}}\to [0,+\infty ]} (véase: recta real extendida) que verifica: 1. La medida del conjunto vacío es cero: {\displaystyle \mu (\emptyset )=0}. 2. {\displaystyle \sigma }-aditividad: la medida de una unión numerable de conjuntos disjuntos es igual a la suma de las medidas. {\displaystyle \{A_{n}\}_{n\in \mathbb {N} },A_{n}\in {\mathcal {A}}:A_{n}\cap A_{m}=\emptyset \,\,\forall n\neq m} {\displaystyle \Rightarrow \mu \left(\bigcup _{n\in \mathbb {N} }A_{n}\right)=\sum _{n\in \mathbb {N} }\mu (A_{n})}. |

La terna {\displaystyle (\Omega ,{\mathcal {A}},\mu )} se denomina espacio de medida.

## Ejemplos
- Medida contadora: la terna {\displaystyle (\Omega ,{\mathcal {P}}(\Omega ),\mu )} es un espacio de medida, donde:
{\displaystyle \mu (A)=\left\{{\begin{aligned}\#A\quad &{\text{si }}A\neq \emptyset \\0\quad &{\text{si }}A=\emptyset \end{aligned}}\right.,\qquad \forall A\subseteq \Omega }.
donde {\displaystyle \#A} denota el número de elementos de {\displaystyle A}.
- Medida de Dirac: fijado un elemento {\displaystyle \omega \in \Omega } la terna {\displaystyle (\Omega ,{\mathcal {P}}(\Omega ),\delta _{\omega })} es un espacio de medida, donde:
{\displaystyle \delta _{\omega }(A)=\left\{{\begin{aligned}1\quad &{\text{si }}\omega \in A\\0\quad &{\text{si }}\omega \notin A\end{aligned}}\right.,\qquad \forall A\subseteq \Omega }.
- Medida de Lebesgue: definida en {\displaystyle (\mathbb {R} ^{n},{\mathcal {M}})}, (donde {\displaystyle {\mathcal {M}}} es la {\displaystyle \sigma }-álgebra de Lebesgue), es la única medida invariante por traslaciones que extiende la noción de longitud de los intervalos en {\displaystyle \mathbb {R} }.

## Propiedades
| Propiedades de las medidas 1. Aditividad finita: {\displaystyle A_{1},...,A_{n}\in {\mathcal {A}}:A_{i}\cap A_{j}=\emptyset \,\,\forall i\neq j} {\displaystyle \Rightarrow \mu \left(\bigcup _{i=1}^{n}A_{i}\right)=\sum _{i=1}^{n}\mu (A_{i})\quad \forall n\in \mathbb {N} } 2. Monotonía: {\displaystyle A,B\in {\mathcal {A}}:A\subset B} {\displaystyle \Rightarrow \mu (A)\leq \mu (B)} 3. Continuidad creciente: {\displaystyle \{A_{n}\}_{n\in \mathbb {N} },A_{n}\in {\mathcal {A}}:A_{n}\subseteq A_{n+1}\,\,\forall n\in \mathbb {N} } {\displaystyle \Rightarrow \mu \left(\bigcup _{n\in \mathbb {N} }A_{n}\right)=\lim _{n\to +\infty }\mu (A_{n})} 4. Continuidad decreciente: {\displaystyle \{A_{n}\}_{n\in \mathbb {N} },A_{n}\in {\mathcal {A}}:A_{n}\supseteq A_{n+1}\,\,\forall n\in \mathbb {N} \,\,\land \,\,\mu (A_{1})<+\infty } {\displaystyle \Rightarrow \mu \left(\bigcap _{n\in \mathbb {N} }A_{n}\right)=\lim _{n\to +\infty }\mu (A_{n})} 5. {\displaystyle \sigma }-subaditividad: la medida de una unión numerable de conjuntos (no necesariamente disjuntos) es menor o igual a la suma de las medidas. {\displaystyle \{A_{n}\}_{n\in \mathbb {N} },A_{n}\in {\mathcal {A}}} {\displaystyle \Rightarrow \mu \left(\bigcup _{n\in \mathbb {N} }A_{n}\right)\leq \sum _{n\in \mathbb {N} }\mu (A_{n})}. |

## Medida exterior
| Medida exterior Una medida exterior sobre {\displaystyle \Omega } es una aplicación {\displaystyle \mu ^{*}:{\mathcal {P}}(\Omega )\to [0,+\infty ]} que verifica: 1. La medida del conjunto vacío es cero: {\displaystyle \mu ^{*}(\emptyset )=0}. 2. Monotonía: {\displaystyle A,B\in {\mathcal {P}}(\Omega ):A\subset B} {\displaystyle \Rightarrow \mu ^{*}(A)\leq \mu ^{*}(B)}. 3. {\displaystyle \sigma }-subaditividad: {\displaystyle \{A_{n}\}_{n\in \mathbb {N} },A_{n}\in {\mathcal {P}}(\Omega )} {\displaystyle \Rightarrow \mu ^{*}\left(\bigcup _{n\in \mathbb {N} }A_{n}\right)\leq \sum _{n\in \mathbb {N} }\mu ^{*}(A_{n})}. |

Toda medida definida en {\displaystyle {\mathcal {P}}(\Omega )} es medida exterior, pero el recíproco no es cierto.
El interés de las medidas exteriores recae en que son fáciles de construir y en que se puede aplicar el teorema de Carathéodory para construir medidas a partir de ellas:
| Teorema de Carathéodory Sea {\displaystyle \mu ^{*}} una medida exterior sobre {\displaystyle \Omega }. - La familia {\displaystyle {\mathcal {M}}=\{E\in {\mathcal {P}}(\Omega ):\mu ^{*}(A)=\mu ^{*}(A\cap E)+\mu ^{*}(A\setminus E)\quad \forall A\in {\mathcal {P}}(\Omega )\}\subseteq {\mathcal {P}}(\Omega )} es una {\displaystyle \sigma }-álgebra sobre {\displaystyle \Omega } - {\displaystyle \mu =\mu ^{*}\|_{\mathcal {M}}} es una medida sobre {\displaystyle \Omega }. En definitiva, {\displaystyle (\Omega ,{\mathcal {M}},\mu )} es un espacio de medida. |

Además, si {\displaystyle \mu ^{*}(E)=0}, entonces {\displaystyle E\in {\mathcal {M}}} (y naturalmente {\displaystyle \mu (E)=0}), lo que implica que {\displaystyle (\Omega ,{\mathcal {M}},\mu )} es un espacio de medida completo.